# Новое (станция)
Новое — остановочный пункт Сахалинского региона Дальневосточной железной дороги. Назван по одноимённому селу, в котором расположен.

## История
Станция открыта в 1936 году в составе пускового участка Макаров — Поронайск.
Современное название станция получила в 1946 году.
В 1990-х станция закрыта, станционные пути были демонтированы.

## Деятельность
Грузовые операции по станции не производятся.
На остановочном пункте останавливаются все пассажирские поезда дальнего следования, курсирующие между Южно-Сахалинском, Тымовском и Ногликами, включая скорый поезд № 001/002 Южно-Сахалинск — Ноглики.